# Substitution: Bring Her Back
Pour plus de détails, voir Fiche technique et Distribution.
Substitution: Bring Her Back est un thriller horrifique australien réalisé par Michael et Danny Philippou et sorti en 2025,.

## Fiche technique
Sauf indication contraire, les informations mentionnées dans cette section peuvent être confirmées par les bases de données cinématographiques IMDb et Allociné,  présentes dans la section « Liens externes ».
- Titre original : Bring Her Back
- Réalisation : Michael et Danny Philippou
- Scénario : Michael et Danny Philippou
- Musique : Cornel Wilczek et Andrew Kotatko
- Décors : Vanessa Cerne
- Costumes : Anna Cahill
- Photographie : Aaron McLisky
- Son : Emma Bortignon
- Montage : Geoff Lamb
- Production : Kristina Ceyton et Samantha Jennings
  - Production associée : Jess Parker
  - Production déléguée : Salman Al-Rashid, Sam Frohman, Daniel Negret, Michal et Danny Philippou
  - Production exécutive : Carly Maple
- Société de production : A24 et Causeway Films
- Société de distribution : Sony Pictures Releasing France
- Pays de production :  Australie
- Langue originale : anglais
- Format : Thriller horrifique
- Durée : 99 minutes
- Dates de sortie :
  - Australie : 29 mai 2025
  - Canada : 30 mai 2025
  - France : 30 juillet 2025
- Classification[3] :
  - Australie : MA15+
  - France : interdit aux moins de 16 ans avec avertissement[4]
  - États-Unis : R - Restricted

## Distribution
- Sally Hawkins : Laura
- Billy Barratt : Andy
- Sora Wong : Piper
- Jonah Wren Phillips : Oliver
- Sally Anne Upton : Wendy
- Stephen Phillips : Phil
- Mischa Heywood : Catherine
- Olga Miller : Macia